# Пропафенон
Пропафено́н — лекарственное средство, антиаритмический препарат, особенно эффективный при лечении желудочковых аритмий. Лекарственная форма в виде раствора для внутривенного введения входит в перечень жизненно необходимых и важнейших лекарственных препаратов.

## Свойства
Бесцветные кристаллы или белый кристаллический порошок с горьким вкусом, труднорастворимый в воде, хлороформе и этаноле.

## Фармакология
Пропафенон относится к 1c классу антиаритмических препаратов. Оказывает прямое мембраностабилизирующее действие на миокард, а также имеет местный анестезирующий эффект, сходный с эффектом от применения прокаина. Механизм действия пропафенона заключается в замедлении притока ионов натрия в клетки сердечной мышцы, что приводит к снижению их возбудимости. Также обладает слабой бета-адреноблокирующей активностью, по силе действия примерно соответствующей 1/40 активности пропранолола.

## Применение
Пропафенон используется при лечении предсердных и желудочковых аритмий. Препарат относительно хорошо переносится пациентами с нормальной или минимально уменьшенной функцией левого желудочка и не страдающими ишемической болезнью сердца. Как и другие препараты класса 1c, не рекомендуется пациентам с ИБС из-за неблагоприятных исходов, наблюдавшихся в исследовании CAST (Cardiac Arrhythmia Suppression Trial).

## Стереохимия
Пропафенон содержит стереоцентр и состоит из двух энантиомеров. Это рацемат, то есть эквимолярная смесь R- и S-форм
| Энантиомеры пропафенона | Энантиомеры пропафенона |
| ----------------------- | ----------------------- |
| CAS-Nummer: 107381-31-7 | CAS-Nummer: 107381-32-8 |